# Zamach na Mustafę al-Kazimiego
Zamach na Mustafę al-Kazimiego – zamach dronowy, który miał miejsce 7 listopada 2021 roku w zielonej strefie w Bagdadzie. Celem ataku był premier Iraku Mustafa al-Kazimi. Dron z ładunkiem wybuchowym zaatakował jego rezydencję w Bagdadzie, a dwa inne drony biorące udział w ataku zostały zestrzelone. Kilku członków personelu ochrony premiera zostało rannych.
7 listopada 2021 roku w godzinach porannych kilka dronów z ładunkami wybuchowymi zbliżyło się do rezydencji premiera Iraku. Jeden z nich zdołał trafić w budynek, podczas gdy dwa pozostałe zostały zestrzelone. W zdarzeniu nie ucierpiał premier al-Kazimi. W wyniku ataku sześciu członków ochrony zostało rannych, a także uszkodzony został budynek oraz stojący przed nim samochód.
Choć nikt nie przyznał się do odpowiedzialności, to według zagranicznych komentatorów zamachu dokonały proirańskie milicje, które dwa dni wcześniej rozpoczęły starcia w Bagdadzie.
Do ataku doszło po wyborach parlamentarnych z 10 października 2021 roku. Wówczas zwolennicy proirańskich grup zbrojnych, którzy ponieśli klęskę w wyborach, próbowali szturmować zieloną strefę, rzucając kamieniami w siły bezpieczeństwa, które użyły gazu łzawiącego i strzelały w powietrze, aby rozproszyć tłum.
Według Matthew Zaisa z Atlantic Council iracki watażka Kais al-Chazali, przywódca Asa'ib Ahl al-Haq, „opisując poprzednie ataki na Amerykanów, ostrzegł irackiego premiera” o możliwej powtórce dzień przed atakiem.
8 listopada dwóch anonimowych urzędników regionalnych i kilka źródeł w milicjach poinformowało agencję Reuters, że ataku dokonały szyickie milicje zrzeszone w Siłach Mobilizacji Ludowej, a także twierdziło, że broń użyta przez sprawców została wyprodukowana w Iranie.
Również 8 listopada biuro premiera al-Kazimiego wydało oświadczenie, że sprawcami byli ci sami ludzie, którzy zamordowali Nibrasa Farmana, agenta irackiej Narodowej Służby Wywiadowczej.
Zwycięzca październikowych wyborów i lider Ruchu Sadrystowskiego Muktada as-Sadr, potępił zamach na premiera i określił go mianem „ataku terrorystycznego”. Sadr wezwał Siły Mobilizacji Ludowej do złożenia broni i rozwiązania. Abu Ali al-Askari z konkurencyjnej grupy Kata’ib Hezbollah, zrzeszonej w Siłach Mobilizacji Ludowej, oskarżył Sadra o hipokryzję za to, że nie rozbroił własnej grupy, Brygad Pokoju. W sierpniu 2022 roku doszło do krótkotrwałych starć w Bagdadzie między sadrystami, Siłami Mobilizacji Ludowej a irackimi siłami bezpieczeństwa. Nastąpiło to po zapowiedzi wycofania się z irackiej polityki przez Sadra.